# Thomas Gorman
Thomas Gorman (9. června 1886 Ottawa, Kanada – 15. května 1961 tamtéž) byl kanadský sportovec a sportovní funkcionář. Jako hráč ledního hokeje vybojoval 7× Stanley Cup, byl rovněž generálním manažerem 4 týmů. V roce 1908 byl členem lakrosového týmu, který na olympijských hrách v Londýně vybojoval zlaté medaile.